# Una gran mujer
Una gran mujer (en ruso: Дылда, Dylda; comercializada en inglés como Beanpole) es una película de drama histórico rusa de 2019 dirigida por Kantemir Balagov. Se estrenó el 16 de mayo de 2019 en la sección Un Certain Regard del Festival de Cine de Cannes 2019. En Cannes, Balagov ganó el Premio al mejor director de Un Certain Regard y el Premio FIPRESCI a la mejor película en la sección de Un Certain Regard. Fue seleccionada como la entrada rusa para el mejor largometraje internacional en los 92.º Premios Óscar, llegando a la lista de diciembre, pero finalmente no fue seleccionada para la gala final.

## Argumento
Tras el asedio de Leningrado de 1945, dos amigas excombatientes del Ejército Rojo entran a trabajar en un hospital. Una de ellas es Dylda, que tiene problemas de parálisis crónica, y ha matado de forma inconsciente al hijo de tres años de Masha, quien ya no puede concebir. Masha pedirá a Dylda que se quede embarazada por ella para enmendar su error.

## Acogida
En el sitio web del agregador de reseñas Rotten Tomatoes, la película tiene una calificación de aprobación del 100% basada en 24 reseñas, con una calificación promedio de 7,95/10. El consenso crítico del sitio web dice: «filmado con una habilidad impresionante y llevado a la vida por actuaciones inolvidables, Beanpole da una mirada desgarradora y empática a las vidas destrozadas por la guerra». En Metacritic, la película tiene una puntuación promedio ponderada de 81 de 100 basada en 6 críticas, lo que indica «aclamación universal».